# Общественное богослужение
Общественное богослужение — регулярное богослужение, совершаемое по установленному расписанию для всей общины верующих, в отличие от богослужения частного, то есть от священнодействий, совершаемых для отдельных лиц.
Другое его название — «церковное молитвословие». В православии к общественному богослужению относятся: вечерня, повечерие, полунощница, утреня, часы, междочасия, изобразительны/литургия. Совершается главным образом в специально обустроенном храме непосредственно священнослужителями с активным привлечением церковнослужителей.